# Ždiar
Ždiar (em alemão: Morgenröthe; húngaro: Zár; polonês/polaco: Zdziar) é um município da Eslováquia, situado no distrito de Poprad, na região de Prešov. Tem 27,33 km² de área e sua população em 2018 foi estimada em 1.370 habitantes.

## Demografia
| Ano:        | 1994 | 2004   | 2014   | 2024   |
| ----------- | ---- | ------ | ------ | ------ |
| Broj ljudi: | 1323 | 1330   | 1382   | 1357   |
| Razlika:    |      | +0,52% | +3,90% | -1,80% |

| Ano:               | 2023 | 2024   |
| ------------------ | ---- | ------ |
| Número de pessoas: | 1363 | 1357   |
| Diferença:         |      | -0,44% |